# Die 5000 Finger des Dr. T.
Die 5000 Finger des Dr. T. ist eine US-amerikanische Filmkomödie des Regisseurs Roy Rowland aus dem Jahr 1953 nach der gleichnamigen Erzählung von Theodor S. Geisel, der sowohl die Erzählung als auch das Drehbuch unter seinem Künstlernamen Dr. Seuss verfasste. Deutschland-Premiere war am 11. August 1986 im deutschen Fernsehen.

## Handlung
Der junge Bart Collins lebt bei seiner verwitweten Mutter Heloise. Das Schlimmste in seinem Leben sind die verhassten Klavierstunden, die er bei dem autoritären Dr. Terwilliker nimmt. Bart glaubt, seine Mutter stehe unter Terwillikers bösem Einfluss. Auch der Besuch bei einem befreundeten Klempner, Mr. Zabladowski, bringt Bart nicht weiter. Während einer Unterrichtsstunde döst Bart ein und gleitet in eine musikalische Traumwelt.
In seinem Traum ist er in Gefangenschaft im Terwilliker-Institut. Dr. Terwilliker ist ein verrückter Diktator, der alle Musiker, die kein Klavier spielen können, eingekerkert hat. Der Doktor hat ein riesiges Klavier konstruiert. Bart und 499 andere Gefangene sollen darauf spielen. Barts Mutter erweist sich als Terwillikers hypnotisierte Assistentin und Verlobte. Um sich und seine Mutter zu retten, muss Bart die Institutswächter umgehen. Zu den Wächtern gehören ein singender Liftführer sowie ein Paar rollschuhlaufender siamesischer Zwillinge, die am Bart zusammengewachsen sind. 
Mr. Zabladowski hat den Auftrag bekommen, alle Waschbecken im Institut zu inspizieren. Bart bittet ihn um Hilfe, die ihm erst nach langer Überlegung von Mr. Zabladowski gewährt wird. Sie bauen ein schallschluckendes Gerät und sabotieren damit den ersten Auftritt des Riesenklaviers. Die anderen Gefangenen beginnen zu randalieren, der Schallschlucker explodiert und lässt Bart erwachen.
Der echte Mr. Zabladowski lädt Barts Mutter zu einer Fahrt in die Stadt in seinem Jeep ein. Bart verlässt die Unterrichtsstunde.

## Hintergrund
Mary Healy (1918–2015) und Peter Lind Hayes (1915–1988) waren im echten Leben ein Ehepaar, das von 1940 bis zu dem Tod von Hayes verheiratet war. Kinderstar Tommy Rettig wurde ein Jahr nach Dr. T. durch die Fernsehserie Lassie noch bekannter, in dem er in den ersten drei Staffeln den Besitzer des Hundes spielen sollte. Es war Dr. T., der die Produzenten von Lassie auf Rettig aufmerksam machte.
Der Film war finanziell kein Erfolg. Bei einem Budget von 1,6 Millionen US-Dollar spielte er in den USA nur 250.000 US-Dollar ein.
George Chakiris, der 1962 den Oscar als bester Nebendarsteller gewann, ist hier in einer kleinen Rolle als Tänzer zu sehen.
Co-Komponist Nelson Riddle, der im Abspann nicht genannt wird, gewann 1975 einen Oscar für die beste Filmmusik. Sein ebenfalls nicht genannter Kollege Heinz Roemfeld kam schon oscarprämiert zum Set. Er gewann seine Statue 1943. Clem Beauchamp, der Production-Manager des Films, gewann 1936 einen Oscar in der damals existierenden Kategorie Beste Regieassistenz. Für die Kostüme war Jean Louis verantwortlich. Als musikalischer Direktor fungierte der mehrfache Oscar-Gewinner Morris Stoloff. Auch Toningenieur Harry W. Gerstad kam oscarprämiert zu dem Film: 1950 und 1953 wurde er ausgezeichnet.

## Kritiken
„Ein surrealer Film, in dem sich köstliche Bildeinfälle und fantastische Ausstattung zu einem optisch einfallsreichen, grotesk-komischen und parodistischen Musical voller hintergründiger Ironie verbinden.“

„Musikalisch belanglos [...] manchmal sogar originell, auch sentimental und somit konsumgerecht.“

„Ein durchaus ungewöhnliches Angebot [...] das es jedoch auf Dauer sehr schwer haben wird, sich durchzusetzen.“

## Auszeichnungen
- 1954: Oscar-Nominierung in der Kategorie Beste Filmmusik.